# Park skulptura
Park skulptura je vanjski prostor namijenjen izlaganju skulptura. Najčešće je to stalni postav radova većih dimenzija izrađenih iz trajnog materijala u živopisnom krajoliku.
Parkovi mogu biti zatvorenog tipa, obično uz muzeje, sa slobodnim pristupom ili uz naplatu ulaznica, ili otvorenog tipa sa slobodnim pristupom.
Po sadržaju, parkovi mogu biti individualni (s izložbom radova jednog kipara), opći s određenom temom (npr. velikani nekog područja umjetnosti ili znanosti) ili prema materijalu skulptrura (drvo, kamen, metal).
Često su parkovi skulptura rezultat rada umjetničkih kolonija.
Aleja skulptura podrazumijeva izložbu skulptura raspoređenu duž neke staze.

## Parkovi i aleje skulptura u Hrvatskoj
U Hrvatskoj brojni su parkovi i aleje:   

### Parkovi
- park skulptura u hrastovu drvetu Forma Prima na brdu Josipovac u Krapini[1]
- park skulptura u kamenu "Kornarija", Marušići[2]
- park skulptura u drvetu u Mariji Bistrici[3]
- park skulptura u kamenu "Kamen" u Siraču[4]
- park skulptura "Tvornica baštine Željezara Sisak" u Sisku[5]
- park skulptura Dušana Džamonje u Vrsaru[6]
- park skulptura Akademija likovnih umjetnosti u Zagrebu[7]
- park skulptura Gliptoteke HAZU u Zagrebu[8][7]
- park skulptura "Mladost" u Zagrebu[7]
- park skulptura Zbirke Vjenceslava Richtera i Nade Kareš-Richter u Zagrebu[7]
- park skulptura (totema) u drvetu u Sošicama na Žumberku[9]
- Park skulptura Dubrova kraj Labina

### Aleje
- "Baščanska staza glagoljice" u Baškoj[10]
- aleja hrvatskih skladatelja u Osoru[11]
- aleja glagoljaša, spomenici u kamenu (osim Gradskih vrata u Humu koja su od bakra) duž ceste Roč-Hum[12]
- aleja skulptura velikana hrvatskog prirodoslovlja i tehnike pri Tehničkom muzeju u Zagrebu[13]
- aleja skulptura pokraj Save u Zagrebu[7]

## Parkovi i aleje skulptura u svijetu
- Park skulptura Franklin D. Murphy u Los Angelesu
- Park skulptura Muzeja suvremene umjetnosti u Teheranu (dio Parka Lale)

## Vanjske poveznice
- Ana Sopina, Jesenko Horvat, "Perivoji skulptura u Zagrebu", Prostor: znanstveni časopis za arhitekturu i urbanizam, Vol.19 No.2(42) Prosinac 2011., hrcak.srce.hr

Sestrinski projekti
|  | Zajednički poslužitelj ima još gradiva o temi Parkovi skulptura |